# Afratí (Héraklion)
Afratí, en grec moderne : Αφρατί, est un village du dème de Viánnos, en Crète, en Grèce. Selon le recensement de 2011, la population d'Afratí compte 100 habitants. Le village est situé à une altitude de 480 m.